# Тба
Тба (груз. ტბა) — село в Грузии, на территории Боржомского муниципалитета края (мхаре) Самцхе-Джавахети.

## География
Село находится на юге центральной части Грузии, на правом берегу реки Боржомулы, на расстоянии 6 километров (по прямой) к юго-востоку от города Боржоми, административного центра муниципалитета. Абсолютная высота — 1189 метров над уровнем моря.

## Население
По результатам официальной переписи населения 2014 года, в Тбе проживало 237 человек (118 мужчин и 119 женщин). В национальной структуре населения грузины составляли 99,6 %, осетины — 0,4 %.
| Год  | Население, человек |
| ---- | ------------------ |
| 2002 | 372                |
| 2014 | ↘ 237              |